# Gare de Boran-sur-Oise
La gare de Boran-sur-Oise est une gare ferroviaire française de la ligne de Pierrelaye à Creil, située sur le territoire de la commune de Boran-sur-Oise dans le département de l'Oise en région Hauts-de-France.
C'est une halte voyageurs de la Société nationale des chemins de fer français (SNCF) desservie par les trains du réseau Transilien Paris-Nord (ligne H).

## Situation ferroviaire
Établie à 30 mètres d'altitude, la gare de Boran-sur-Oise est située au point kilométrique (PK) 52,829 de la ligne de Pierrelaye à Creil, entre les gares de Bruyères-sur-Oise et de Précy-sur-Oise.

## Histoire

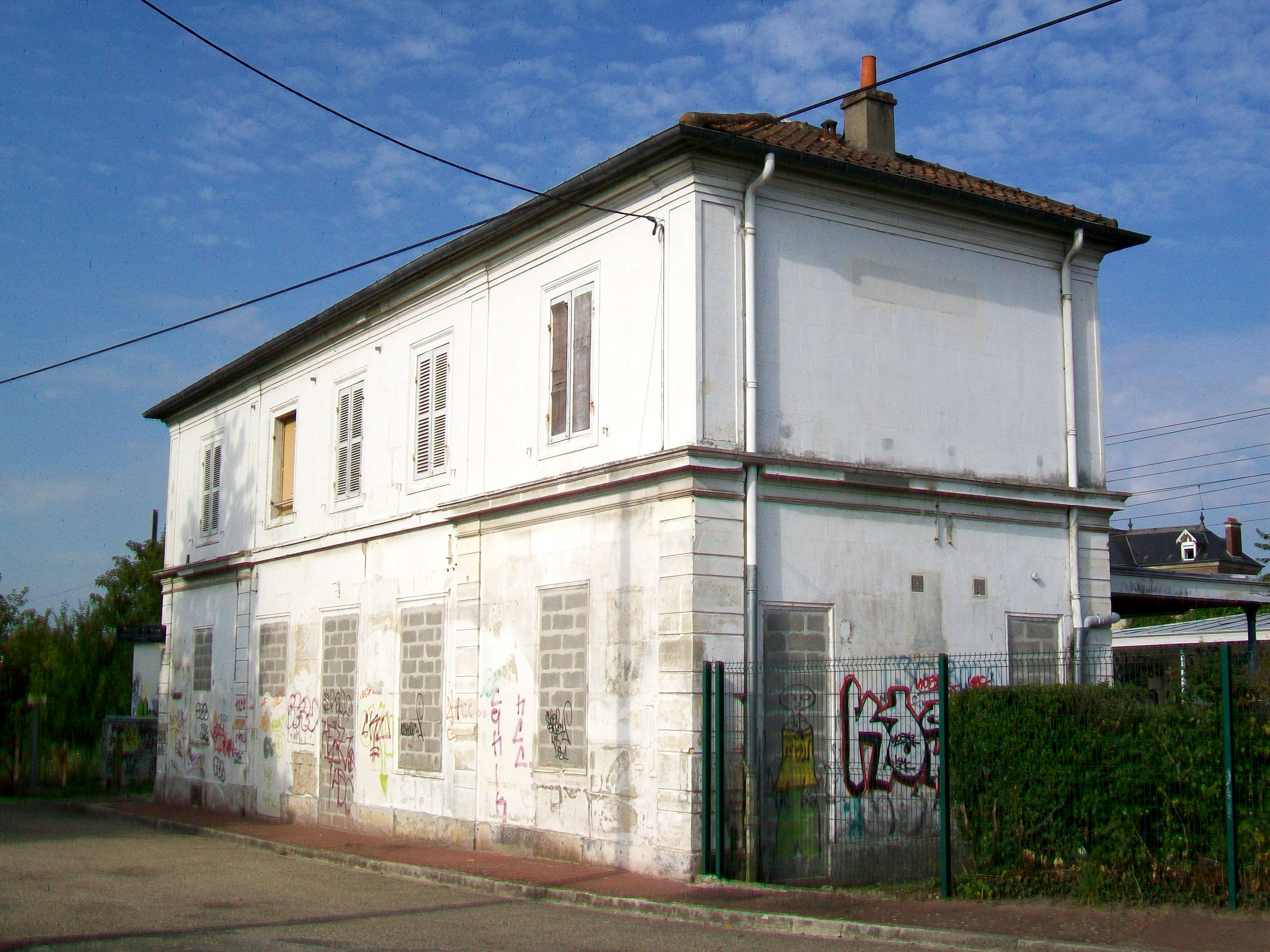
Ancien bâtiment voyageurs, fermé.

La « gare de Boran » est mise en service le 20 juin 1846 par la Compagnie des chemins de fer du Nord lorsqu'elle ouvre à l'exploitation la ligne de Paris à Creil.
Le guichet et le bâtiment voyageurs sont fermés.
En 2016, selon les estimations de la SNCF, la fréquentation annuelle de la gare est de 10 865 voyageurs.

## Service des voyageurs

### Accueil
Halte SNCF/Transilien, c'est un point d'arrêt non géré (PANG) à accès libre.
Une passerelle permet la traversée des voies et le passage d'un quai à l'autre.

### Desserte
Boran-sur-Oise est desservie par les trains du réseau Paris-Nord du Transilien.

### Intermodalité
Le stationnement des véhicules est possible à proximité.

Installations
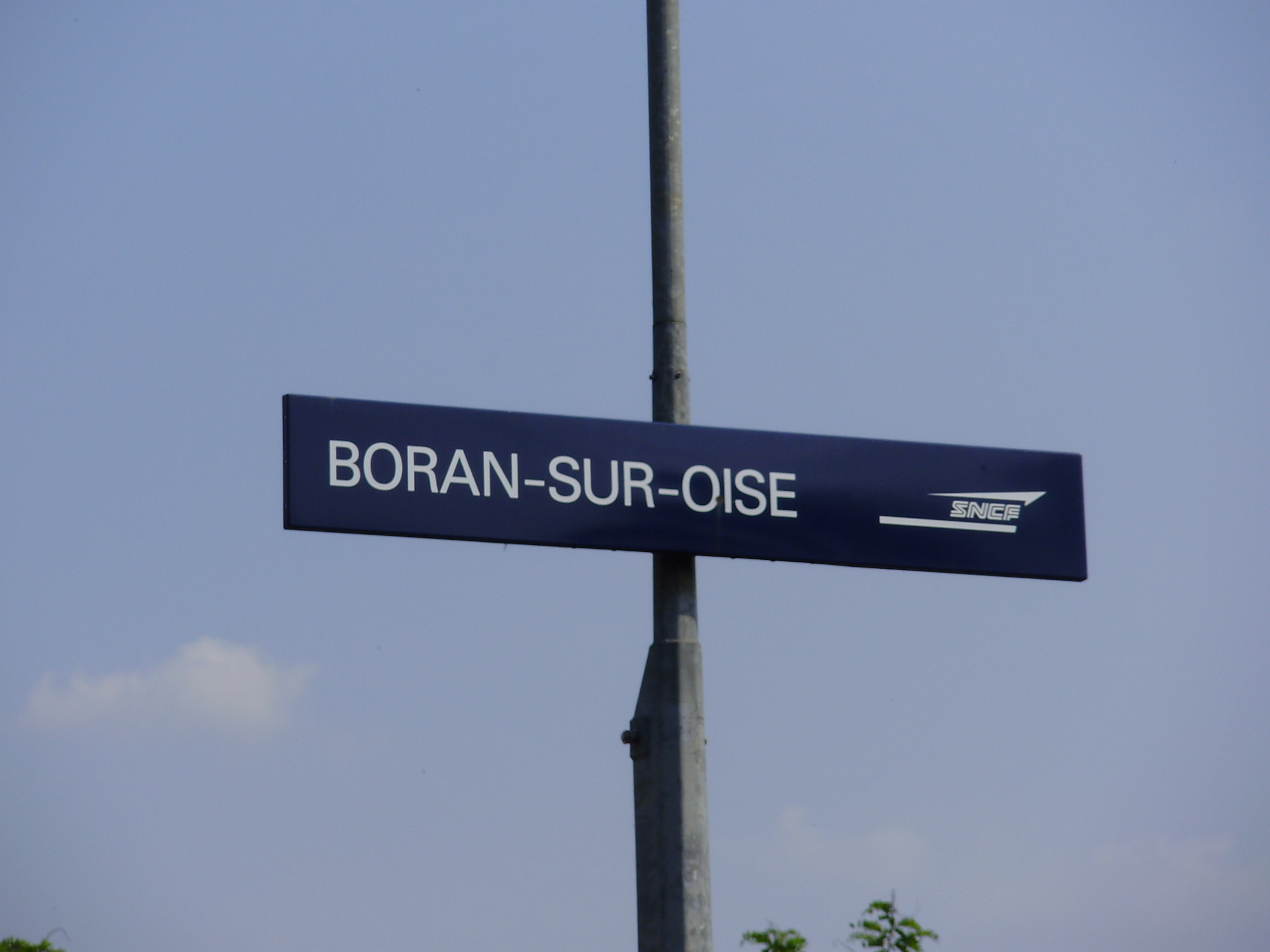
Panneau de quai.
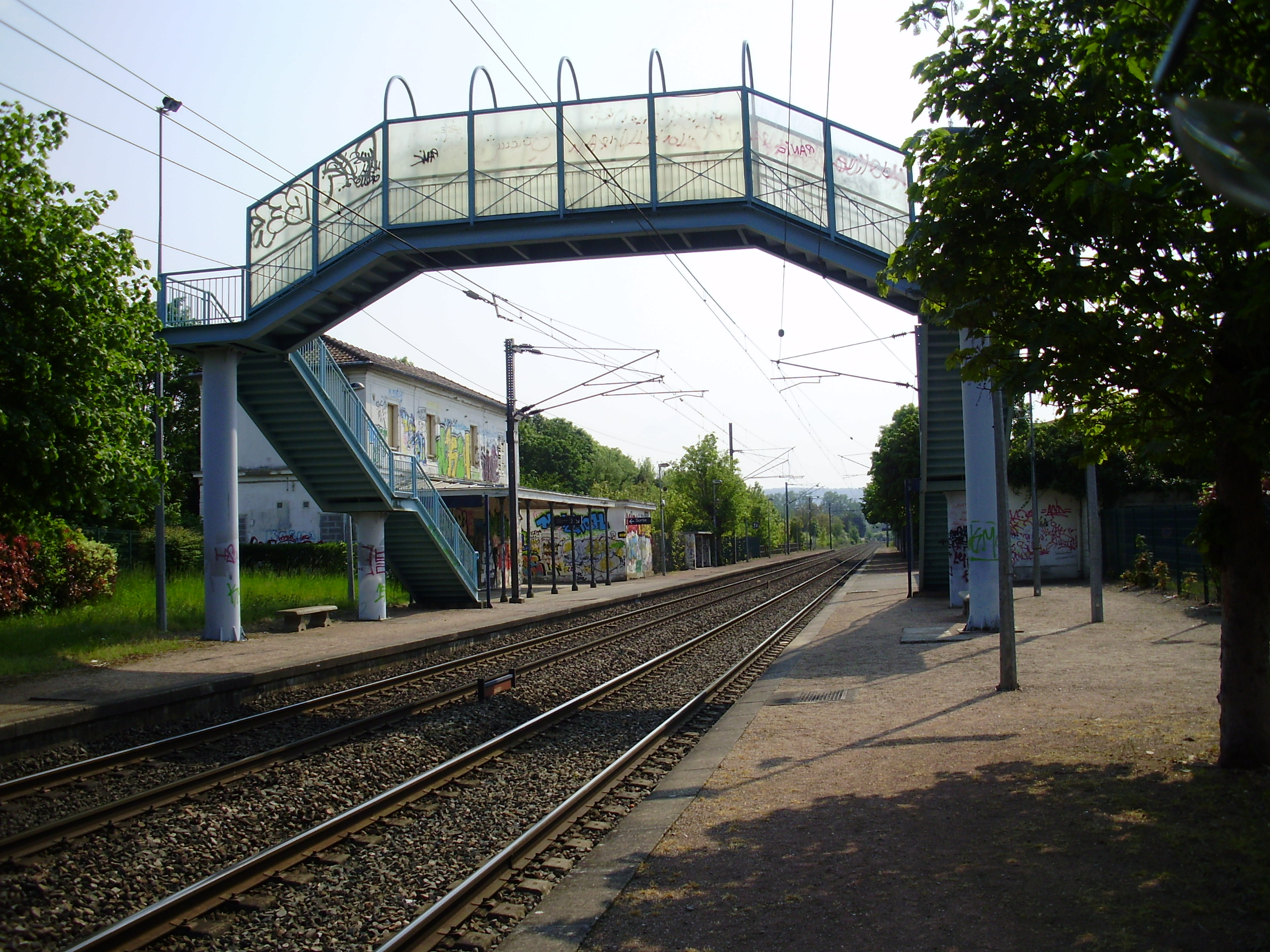
Passerelle et abri.
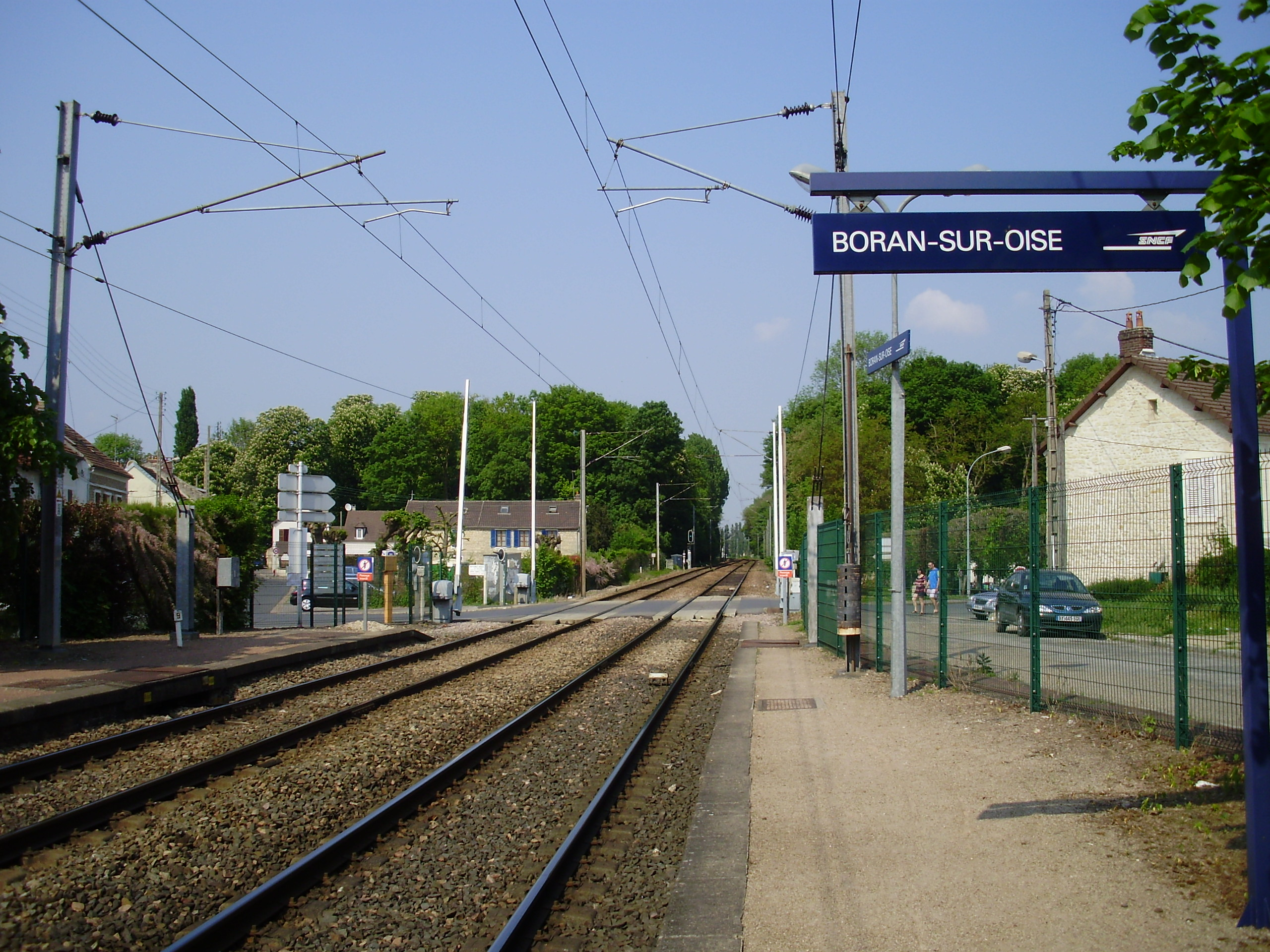
Direction de Creil.

## Patrimoine ferroviaire
En 2011, l'ancien bâtiment voyageurs est racheté par la municipalité en vue d'en faire, après restauration, un « pôle de développement touristique ».